# David Leland
David Leland (Cambridge, 20 aprile 1941 – 24 dicembre 2023) è stato un regista, sceneggiatore e attore britannico.

## Biografia
Formatosi come attore alla Royal Central School of Speech and Drama, tra gli anni '70 e gli '80 lavorò in teatro (tenendo a battesimo tra gli altri un giovane Pierce Brosnan in una commedia di Tennessee Williams diretta da lui), recitò in alcuni piccoli ruoli in televisione e al cinema. Nel 1981 conobbe il regista televisivo Alan Clarke e cominciò a collaborare con lui alla realizzazione del film Made in Britain, in cui debuttò Tim Roth ed ebbe un buon successo di pubblico. Il film fu premiato con diversi riconoscimenti, tra cui il Prix Italia 1984.
Nel 1986 scrisse con Neil Jordan la sceneggiatura di Mona Lisa e, con lo stesso Neil Jordan, realizzò la serie televisiva canadese  I Borgia che andò avanti per tre stagioni, dal 2011 al 2013, prima di essere cancellata per motivi di budget.
Nel 1987 Leland sceneggiò il film commedia Personal Services, per la regia dell'ex Monty Python Terry Jones, storia di una maîtresse del sud dell'Inghilterra disinibita e grottesca, perfetto stile Python. Nello stesso 1987 sceneggiò e diresse il suo primo film, Vorrei che tu fossi qui!, ideale prequel del precedente, con Emily Lloyd nel ruolo della libertina adolescente protagonista. I suoi due film successivi, Al diavolo il paradiso (1989)  e The Big Man (1990), ebbero scarso successo sia di pubblico che di critica (anche se le vendite di entrambi i titoli in home-video si rivelarono soddisfacenti) e, nel periodo di stasi che ne seguì, Leland si dedicò nuovamente a regie teatrali, tra cui ebbe un buon esito il Tribute to the Blues Brothers, un musical che dopo aver debuttato nel West End londinese, girò attraverso tutto il Regno Unito e l'Australia.
Dopo essere tornato al cinema con The Land Girls – Le ragazze di campagna (1998) e dopo aver girato alcuni lavori per la TV britannica, nel 2003 organizzò un concerto in memoria di George Harrison, suo amico personale, concerto che venne filmato per la successiva commercializzazione su DVD ottenendo anche un premio Grammy.
Nel 2008 diresse Decameron Pie (Virgin Territory), commedia romantica girata in Italia e ispirata al Decameron di Boccaccio. Dopo questo film, l'ultimo prodotto da Dino De Laurentiis, Leland dovette dedicarsi a ricerche sul Rinascimento per poter realizzare la serie televisiva sui Borgia, che lo tenne occupato per diversi anni come sceneggiatore ma anche come regista di alcuni episodi.
Morto all'età di 82 anni, Leland ha lasciato la moglie Sabrina, cinque figli e sei nipoti.

## Riconoscimenti
- 1987: Golden Globe, migliore sceneggiatura - nomination per Mona Lisa
- 1987: BAFTA, migliore sceneggiatura originale - vittoria per Vorrei che tu fossi qui!
- 1988: BAFTA, migliore sceneggiatura originale - nomination per Personal Services
- 2005: Grammy Award, miglior video musicale in forma lunga - vittoria per Concert for George

## Filmografia parziale

### Regista e sceneggiatore
- Vorrei che tu fossi qui! (1987)
- The Land Girls – Le ragazze di campagna (1998)
- Decameron Pie (Virgin Territory) (2008) - anche attore

### Regista
- Al diavolo il paradiso (1989)
- The Big Man (1990)
- Band of Brothers - Fratelli al fronte (2001) - episodio Bastogne
- Concert for George (2003) - film documentario sull'ex Beatles George Harrison

### Sceneggiatore
- Made in Britain (1982)
- Mona Lisa (1986), regia di Neil Jordan
- Personal Services (1987), regia di Terry Jones